# بنك موزمبيق
بنك موزامبيق هو البنك المركزي لموزمبيق. و البنك لا يعمل بمثابة البنك التجاري، ويتحمل المسؤولية عن الحكم في السياسات النقدية للبلاد. رئيس الجمهورية يعين محافظ البنك. يقع البنك في العاصمة مابوتو، وله فرعين، أحدهما في بيرا والآخر في نامبولا. ينشط بنك موزامبيق في تطوير سياسة الإدماج المالي وهو عضو في التحالف من أجل الإدماج المالي.

## روابط خارجية
- الموقع الرسمي